# Jean-Claude Viry
Jean-Claude Viry (ur. 15 sierpnia 1943 w La Bresse, zm. 20 kwietnia 2011 w Gérardmer) – francuski biathlonista. W 1966 roku wystąpił na mistrzostwach świata w Garmisch-Partenkirchen, gdzie zajął 35. miejsce w biegu indywidualnym. Był też między innymi ósmy w sztafecie podczas mistrzostw świata w Altenbergu (1967) i mistrzostw świata w Zakopanem (1969) oraz dziesiąty w biegu indywidualnym na mistrzostwach świata w Mińsku (1974). W 1968 roku wystartował na igrzyskach olimpijskich w Grenoble, zajmując 35. miejsce w biegu indywidualnym i dziesiąte w sztafecie. Brał również udział w igrzyskach w Innsbrucku w 1976 roku, plasując się na 33. pozycji w biegu indywidualnym i siódmej w sztafecie. Nie wystąpił w zawodach Pucharu Świata.

## Osiągnięcia

### Igrzyska olimpijskie
| Rok  | Miejscowość | Konkurencje | Konkurencje | Konkurencje | Konkurencje | Konkurencje | Konkurencje | Konkurencje |
| Rok  | Miejscowość | IN          | SP          | PU          | MS          | RL          | MR          | SR          |
| ---- | ----------- | ----------- | ----------- | ----------- | ----------- | ----------- | ----------- | ----------- |
| 1968 | Grenoble    | 35.         | nd.         | nd.         | nd.         | 10.         | nd.         | –           |
| 1976 | Innsbruck   | 33.         | nd.         | nd.         | nd.         | 7.          | nd.         | –           |

### Mistrzostwa świata
| Rok  | Miejscowość            | Konkurencje | Konkurencje | Konkurencje | Konkurencje | Konkurencje | Konkurencje | Konkurencje |
| Rok  | Miejscowość            | IN          | SP          | PU          | MS          | RL          | MR          | SR          |
| ---- | ---------------------- | ----------- | ----------- | ----------- | ----------- | ----------- | ----------- | ----------- |
| 1966 | Garmisch-Partenkirchen | 35.         | nd.         | nd.         | nd.         | –           | nd.         | –           |
| 1967 | Altenberg              | 36.         | nd.         | nd.         | nd.         | 8.          | nd.         | –           |
| 1969 | Zakopane               | 28.         | nd.         | nd.         | nd.         | 8.          | nd.         | –           |
| 1970 | Östersund              | 37.         | nd.         | nd.         | nd.         | 11.         | nd.         | –           |
| 1971 | Hämeenlinna            | 41.         | nd.         | nd.         | nd.         | 9.          | nd.         | –           |
| 1973 | Lake Placid            | 30.         | nd.         | nd.         | nd.         | –           | nd.         | –           |
| 1974 | Mińsk                  | 10.         | 35.         | nd.         | nd.         | 9.          | nd.         | –           |
| 1975 | Anterselva             | 45.         | 60.         | nd.         | nd.         | 11.         | nd.         | –           |
| 1976 | Anterselva             | nd.         | 27.         | nd.         | nd.         | nd.         | nd.         | –           |